# Deutscher Fernsehpreis/Bester Schauspieler
Dieser Artikel listet die Nominierungen und die Gewinner des Deutschen Fernsehpreises in der Kategorie Bester Schauspieler auf. Die Gewinner werden in einer geheimen Abstimmung durch eine unabhängige Jury ermittelt.

## Geschichte
Der aktuelle Titel der Kategorie Bester Schauspieler wird seit 2007 verwendet (Ausnahme 2009). Nominiert werden können seit 2016 Schauspieler, die in Filmen und Serien als Hauptdarsteller mitwirkten. Vorher konnten nur Hauptdarsteller aus Filmen nominiert werden. Darüber hinaus gab es vor 2016 eine Vielzahl von verschiedenen Kategorien für Schauspieler. Dabei wurde unter Hauptrolle und Nebenrolle sowie unter Film und Serie unterschieden. Außerdem wurde einmalig eine Extrakategorie für Schauspieler, die in Sitcoms mitwirkten, verliehen. Des Weiteren wurden insgesamt zwei Mal Männer und Frauen zusammen für eine Kategorie im Bereich Schauspiel verliehen.
Dieser Artikel befasst sich ausschließlich mit Kategorien, in den die Schauspieler als Hauptdarstellerin in Filmen mitwirkten. Der Artikel Deutscher Fernsehpreis/Beste Schauspieler Serie befasst sich dagegen unter anderem mit den Kategorien, in den die Schauspieler als Hauptdarsteller in Serien mitwirkten, die von 1999 bis 2006 ausgezeichnet wurden. Darüber hinaus befasst sich der Artikel Deutscher Fernsehpreis/Bester Schauspieler Nebenrolle mit der Kategorie, in der die Schauspieler als Nebendarsteller in Filmen und Serien mitwirkten und von 1999 bis 2009 ausgezeichnet wurden.
Die folgende Tabelle zeigt die Verleihungsjahre und die dazugehörigen Titeln der Kategorie, in der die Schauspieler, die als Hauptdarsteller in Filmen mitwirkten, nominiert wurden.
| Jahr(e)       | Titel der Kategorie                                   | Bemerkung                                     |                                               |
| ------------- | ----------------------------------------------------- | --------------------------------------------- | --------------------------------------------- |
| 1999 bis 2001 | Bester Schauspieler Hauptrolle Fernsehfilm/Mehrteiler |                                               |                                               |
| 2002 und 2003 | Bester Schauspieler Hauptrolle                        |                                               |                                               |
| 2004 bis 2006 | Bester Schauspieler Fernsehfilm                       |                                               |                                               |
| 2007 und 2008 | Bester Schauspieler                                   |                                               |                                               |
| 2009          | Bester Schauspieler Hauptrolle                        |                                               |                                               |
| 2010 bis 2014 | Bester Schauspieler                                   |                                               |                                               |
| 2015          | keine Verleihung des Deutschen Fernsehpreises         | keine Verleihung des Deutschen Fernsehpreises | keine Verleihung des Deutschen Fernsehpreises |
| seit 2016     | Bester Schauspieler                                   | erstmals auch aus dem Bereich Serie           |                                               |

Bis 2009 wurde jedes Jahr von drei Nominierungen ein Preisträger bestimmt, seit 2010 gibt es fünf Nominierungen. Der erste Preisträger war der Schauspieler Benno Fürmann, der in ARDs und WDRs Die Bubi Scholz Story mitwirkte. Er wurde beim Deutschen Fernsehpreis 1999 ausgezeichnet. Der bisher letzte Preisträger wurde beim Deutschen Fernsehpreis 2023 geehrt und war der Schauspieler Philip Froissant, der in Netflix’ Die Kaiserin mitwirkte.

### Rekorde
Die folgende Liste ist eine Aufzählung von Rekorden der häufigsten Nominierten und Gewinnern in der Kategorie Bester Schauspieler (als Hauptdarsteller in Filmen). Die Gewinner und Nominierten in den anderen Kategorien werden nicht mitgezählt.
| Statistik                          | Person          | Anzahl | Jahr                                |
| ---------------------------------- | --------------- | ------ | ----------------------------------- |
| Häufigste Nominierungen (* = Sieg) | Mišel Matičević | 6      | 2005, 2008*, 2011, 2012, 2021, 2022 |
| Häufigste Nominierung ohne Sieg    | Ulrich Noethen  | 3      | 2001, 2005, 2012                    |
| Häufigste Nominierung ohne Sieg    | Lars Eidinger   | 3      | 2010, 2013, 2017                    |

## Gewinner und Nominierte
Die folgende Tabelle, geordnet nach Jahrzehnten, listet alle Gewinner und Nominierte auf.

### 1990er
| Jahr | Preisträger   | für den Film/die Filme | Sender  | Nominierung                                                                                   |
| ---- | ------------- | ---------------------- | ------- | --------------------------------------------------------------------------------------------- |
| 1999 | Benno Fürmann | Die Bubi Scholz Story  | ARD/WDR | André Hennicke für Sperling und der brennende Arm (ZDF) Uwe Bohm für 36 Stunden Angst (Sat.1) |

### 2000er
| Jahr | Preisträger        | für den Film/die Filme                                             | Sender                 | Nominierung |
| ---- | ------------------ | ------------------------------------------------------------------ | ---------------------- | --- |
| 2000 | Jörg Schüttauf     | - Warten ist der Tod - Ich habe Nein gesagt                        | - ZDF/Arte - ZDF       | Fabian Busch für Zehn wahnsinnige Tage (ARD/SWR/Arte) Henry Hübchen und Ulrich Tukur für Warten ist der Tod (ZDF/Arte)                                                                             |
| 2001 | Matthias Habich    | Jahrestage                                                         | ARD/WDR                | Ulrich Noethen für Vera Brühne (Sat.1) Jürgen Tarrach für Wambo (Sat.1) |
| 2002 | André Hennicke     | Toter Mann                                                         | ZDF/Arte               | Wotan Wilke Möhring für Hat er Arbeit? (ZDF/Arte) und Liebe und Verrat (ZDF) Hilmar Thate für Operation Rubikon (ProSieben)                                                                        |
| 2003 | Edgar Selge        | - Polizeiruf 110: Pech und Schwefel - Polizeiruf 110: Tiefe Wunden | - ARD/BR - ARD/BR      | Oliver Bröcker für Mit dem Rücken zur Wand (ZDF/Arte) Götz George für Familienkreise (ARD/BR) |
| 2004 | Ulrich Tukur       | Tatort: Das Böse                                                   | ARD/hr                 | Sebastian Koch für Stauffenberg (ARD/SWR/WDR/rbb/ORF) Tobias Moretti für Die Rückkehr des Tanzlehrers (ARD)                                                                                        |
| 2005 | Sebastian Koch     | Speer und Er                                                       | ARD/WDR/BR/NDR/ORF     | Mišel Matičević für Hotte im Paradies (ARD/BR/WDR/Arte) und Das Zimmermädchen und der Millionär (Sat.1) Ulrich Noethen für Der Boxer und die Friseuse (ARD/NDR/Arte) und Die Patriarchin (ZDF/ORF) |
| 2006 | Jan Fedder         | Der Mann im Strom                                                  | ARD/NDR                | Herbert Knaup für Der Mörder meines Vaters (ZDF) Harald Schrott für Allein gegen die Angst (ZDF)                                                                                                   |
| 2007 | Matthias Koeberlin | Tornado – Der Zorn des Himmels                                     | ProSieben              | Ulrich Tukur für Mein alter Freund Fritz (ZDF) Friedrich von Thun für Der falsche Tod (ZDF) |
| 2008 | Mišel Matičević    | - Die dunkle Seite - Das Gelübde - Die Todesautomatik              | - RTL - WDR/Arte - ZDF | Benjamin Sadler für Contergan (ARD/WDR) und Die Jagd nach dem Schatz der Nibelungen (RTL) Devid Striesow für 12 heißt: Ich liebe dich (ARD/MDR)                                                    |
| 2009 | Josef Hader        | Ein halbes Leben                                                   | ZDF/ORF                | Axel Milberg für Tatort: Borowski und die heile Welt (ARD/NDR) Matthias Schweighöfer für Mein Leben – Marcel Reich-Ranicki (ARD/WDR)                                                               |

### 2010er
| Jahr | Preisträger                                   | für den Film/die Filme | Sender                                              | Nominierung |
| ---- | --------------------------------------------- | --- | --------------------------------------------------- | --- |
| 2010 | Christoph Bach                                | Dutschke | ZDF                                                 | Martin Brambach für Barfuß bis zum Hals (Sat.1) Lars Eidinger für Verhältnisse (ARD/hr) Thomas Kretschmann für Romy (ARD/SWR/WDR/NDR/ORF) und Die Grenze (Sat.1) Hinnerk Schönemann für Mörder auf Amrum (ZDF) |
| 2011 | Jörg Hartmann                                 | Weissensee | ARD/MDR                                             | Vladimir Burlakov für Marco W. – 247 Tage im türkischen Gefängnis (Sat.1) Stefan Kurt für Dreileben – Eine Minute Dunkel (ARD/WDR) Mišel Matičević für Nachtschicht – Ein Mord zu viel (ZDF) Justus von Dohnányi für Tatort: Eine bessere Welt (ARD/hr) |
| 2012 | Wotan Wilke Möhring                           | Der letzte schöne Tag | ARD/WDR                                             | Matthias Brandt für Polizeiruf 110: Denn sie wissen nicht, was sie tun (ARD/BR) Bjarne Mädel für Der Tatortreiniger (ARD/NDR) Mišel Matičević für Lösegeld (ARD/WDR) Ulrich Noethen für Das unsichtbare Mädchen (ZDF/Arte) |
| 2013 | Matthias Brandt                               | - Polizeiruf 110: Der Tod macht Engel aus uns allen - Polizeiruf 110: Fieber - Eine mörderische Entscheidung - Verratene Freunde | - ARD/BR - ARD/BR - ARD/NDR/Arte - ARD/SWR/WDR/Arte | Robert Atzorn für Der Fall Jakob von Metzler (ZDF) Volker Bruch und Tom Schilling für Unsere Mütter, unsere Väter (ZDF) Lars Eidinger für Polizeiruf 110: Der Tod macht Engel aus uns allen (ARD/BR) Jan Josef Liefers für Der Turm (ARD/MDR) |
| 2014 | Roeland Wiesnekker                            | Spreewaldkrimi: Mörderische Hitze                                                                                                | ZDF                                                 | Matthias Brandt für Männertreu (ARD/hr) und Polizeiruf 110: Morgengrauen (ARD/BR) Francis Fulton-Smith für Die Spiegel-Affäre (ARD/BR) Mark Waschke für Es ist alles in Ordnung (ARD/WDR) Elmar Wepper für Zwei allein (ZDF/Arte) |
| 2015 | keine Verleihung des Deutschen Fernsehpreises | keine Verleihung des Deutschen Fernsehpreises                                                                                    | keine Verleihung des Deutschen Fernsehpreises       | keine Verleihung des Deutschen Fernsehpreises |
| Jahr | Preisträger                                   | für den Film/die Filme und/oder für die Serie/Serien                                                                             | Sender                                              | Nominierung |
| 2016 | Jonas Nay                                     | - Deutschland 83 - Tannbach – Schicksal eines Dorfes                                                                             | - RTL - ZDF                                         | Charly Hübner für Bornholmer Straße (ARD/MDR) und Der verlorene Bruder (ARD/WDR/BR/MDR) Tobias Moretti für Luis Trenker – Der schmale Grat der Wahrheit (ARD/BR/ORF), Mordkommission Berlin 1 (Sat.1) und Das Zeugenhaus (ZDF) Friedrich Mücke für Weinberg (TNT Serie) und Mordkommission Berlin 1 (Sat.1) Florian Stetter für Nackt unter Wölfen (ARD/MDR) |
| 2017 | Martin Brambach                               | - Der Fall Barschel - Wellness für Paare                                                                                         | - ARD - ARD/WDR                                     | Edin Hasanović für Auf kurze Distanz (ARD/WDR) und Familie Braun (ZDF) Ken Duken für Tempel (ZDFneo) und Duell der Brüder (RTL) Wotan Wilke Möhring für Winnetou (RTL) Lars Eidinger für Familienfest (ZDF) und Terror – Ihr Urteil (ARD/rbb) |
| 2018 | Kida Khodr Ramadan                            | 4 Blocks | TNT Serie                                           | Maximilian Brückner für Hindafing (BR) und Zwischen Himmel und Hölle (ZDF) Edin Hasanović für Brüder (ARD/SWR) Peter Kurth für Babylon Berlin (Sky/ARD) Tom Schilling für Der gleiche Himmel (ZDF) |
| 2019 | Albrecht Schuch                               | - Der Polizist und das Mädchen - Gladbeck - Kruso                                                                                | - ZDF - ARD - ARD/MDR                               | Jonathan Berlin für Die Freibadclique (ARD/SWR) und Kruso (ARD/MDR) Sascha Alexander Geršak und Alexander Scheer für Gladbeck (ARD) Thomas Schmauser für Der große Rudolph (ARD/BR) Tom Wlaschiha für Das Boot (Sky) |

### 2020er
| Jahr | Preisträger             | für den Film/die Filme und/oder für die Serie/Serien     | Sender              | Nominierung |
| ---- | ----------------------- | -------------------------------------------------------- | ------------------- | --- |
| 2020 | Joachim Król            | - Endlich Witwer - Preis der Freiheit                    | - ZDF/Arte - ZDF    | Barry Atsma für Bad Banks (ZDF/Arte) Felix Kramer und Ronald Zehrfeld für Warten auf’n Bus (rbb) Nicholas Ofczarek für Der Pass (Sky) Ulrich Tukur für Tatort: Murot und das Murmeltier (ARD/hr) |
| 2021 | Sascha Alexander Geršak | - Die Toten von Marnow - Polizeiruf 110: Der Verurteilte | - ARD/NDR - ARD/MDR | Matthias Brandt für Das Geheimnis des Totenwaldes (ARD/NDR) und Wir wären andere Menschen (ZDF) Charly Hübner für Für immer Sommer 90 (ARD) und Hausen (Sky) Bjarne Mädel für Sörensen hat Angst (ARD/NDR) Mišel Matičević für Oktoberfest 1900 (ARD/BR/WDR/MDR)                                                   |
| 2022 | Moritz Bleibtreu        | Faking Hitler                                            | RTL+                | Philipp Hochmair für Die Wannseekonferenz (ZDF) Sebastian Koch für Euer Ehren (ARD/ORF) Mišel Matičević für The Billion Dollar Code (Netflix) Nicholas Ofczarek für Der Pass (Sky) |
| 2023 | Philip Froissant        | Die Kaiserin                                             | Netflix             | Malick Bauer für Sam – Ein Sachse (Disney+) Matthias Brandt für King of Stonks (Netflix) Matthias Matschke für Wir sind die Meiers (ZDF) Thomas Schubert für King of Stonks (Netflix) |
| 2024 | Aaron Altaras           | Die Zweiflers                                            | ARD/HR              | Damian Hardung für Maxton Hall – Die Welt zwischen uns (Prime Video) Marc Hosemann für Die Discounter (Prime Video) und Last Exit Schinkenstraße (Prime Video) Jan Krauter für Unschuldig – Der Fall Julia B. (ARD/ORF) und Lost in Fuseta – Spur der Schatten (ARD) Sammy Scheuritzel für Legend of Wacken (RTL+) |